# حزب العمل الاشتراكي العربي - لبنان
حزب العمل الاشتراكي العربي - لبنان عضو في حزب العمل الاشتراكي العربي في لبنان. أسس الحزب جورج حبش في عام 1969 وكان مرتبطا ارتباطا وثيقا بالجبهة الشعبية لتحرير فلسطين التي قادها حبش أيضا.
الحزب كان عضوا في جبهة المقاومة الوطنية اللبنانية خلال الحرب الأهلية اللبنانية.